# درونیکی
درونیکی (به چکی: Drevníky) یک منطقهٔ مسکونی در جمهوری چک است که در ناحیه پریبرام واقع شده‌است.